# Plectranthus inflatus
Plectranthus inflatus là một loài thực vật có hoa trong họ Hoa môi. Loài này được (Benth.) R.H.Willemse miêu tả khoa học đầu tiên năm 1979.